# Sandro Pertile
Sandro Pertile (* 12. August 1971) ist ein italienischer Sportmanager. Seit der Saison 2020/2021 ist er Renndirektor der FIS für das Skispringen.

## Biografie
Sandro Pertile war bis 1986 als Skispringer und Nordischer Kombinierer aktiv. Pertile war von 1997 bis 2003 in Italien als Rennleiter bei internationalen FIS-Wettkämpfen im Einsatz und wird seit 2002 als Technischer Delegierter der FIS im Skisprung-Weltcup eingesetzt. Bis 2019 wurde Pertile über 100 Mal als Technischer Delegierter eingesetzt, unter anderem auch bei den Olympischen Winterspielen 2010 in Vancouver.
Pertile arbeitete in den Organisationskomitees der Nordischen Skiweltmeisterschaften 2003 in Val die Fiemme und der Olympischen Winterspiele 2006 in Turin.
Von 2008 bis 2013 war er als Marketingdirektor im Organisationskomitee für die Vermarktung des Weltcups in Predazzo und für die Nordischen Skiweltmeisterschaften 2013 in Val die Fiemme zuständig. Von 2014 bis 2018 war er nordischer Sportdirektor des italienischen Skiverbands.
Pertile war im Organisationskomitee der Biathlon-Weltmeisterschaften 2020 für die Fernsehübertragung zuständig.
Im Juni 2019 wurde er vom internationalen Skiverband FIS ab der Saison 2020/2021 als Nachfolger des langjährigen Renndirektors Walter Hofer zum FIS-Renndirektor für das Herren-Skispringen ernannt. Er wurde daher von diesem in der Saison 2019/2020 eingearbeitet.

## Privates
Pertile ist gelernter Buchhalter und lebt mit seiner Frau und zwei Töchtern in Predazzo in Italien. Er spricht Italienisch, Englisch und Deutsch. Sein Vater Piero und sein Bruder Ivo Pertile waren ebenfalls Skispringer.